# Place Edmond-Michelet
La place Edmond-Michelet est une place du 4e arrondissement de Paris à proximité de Beaubourg.

## Situation et accès

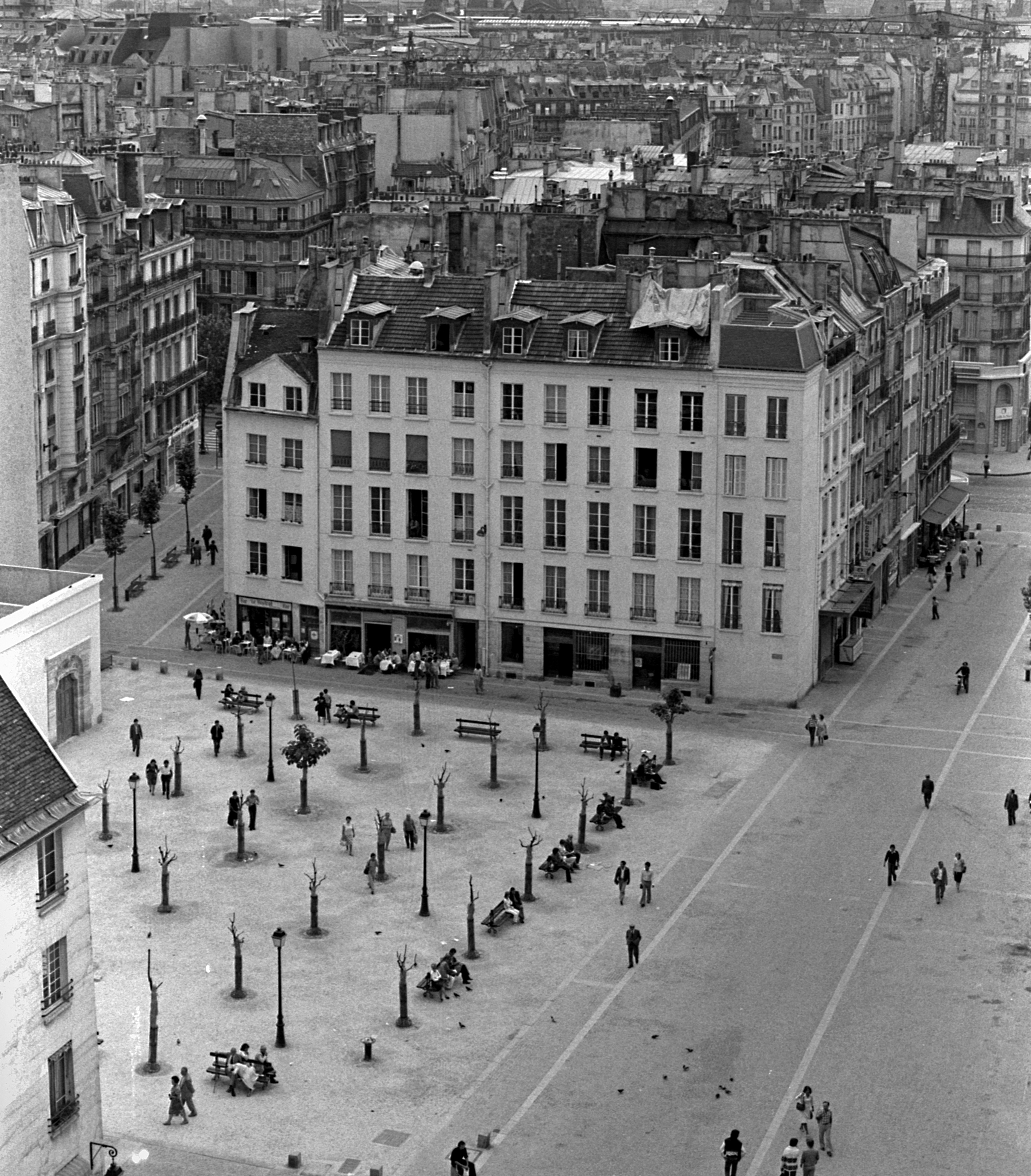
Vue depuis le centre Georges-Pompidou en 1977.

## Origine du nom
Cette place rend hommage à Edmond Michelet (1899-1970), résistant de la première heure et homme politique.

## Historique
Cette place reçoit son odonyme le 30 août 1978.
À l'angle nord-est de la place se dresse depuis les années 2010 une sculpture de Xavier Veilhan intitulée Richard Rogers et Renzo Piano et représentant donc Richard Rogers et Renzo Piano, les architectes du centre Pompidou voisin.